# 黒死館殺人事件
『黒死館殺人事件』（こくしかんさつじんじけん）は、小栗虫太郎の長編探偵小説。
全編、膨大な衒学趣味（ペダントリー）に彩られており、夢野久作『ドグラ・マグラ』、中井英夫（筆名：塔晶夫）『虚無への供物』とともに、日本探偵小説史上の「三大奇書」、三大アンチミステリーに数えられている。

## 概要
雑誌『新青年』の1934年4月号から12月号にかけて連載された。挿絵は松野一夫。1935年5月に新潮社より単行本が刊行され、太平洋戦争後も多くの出版社から繰り返し再版されている（#書誌参照）。社会思想社〈現代教養文庫〉『黒死館殺人事件』は、松山俊太郎による語彙・事項の誤記訂正版である。
「著者之序」によれば、主題はゲーテの『ファウスト』であり（作中ファウストの呪文が示されるごとに殺人劇が繰り広げられる）また、着想の起点として「モッツアルト（モーツァルト）の埋葬」が挙げられているが、全体は、作中にも言及されているS・S・ヴァン＝ダインの『グリーン家殺人事件』の影響が瞭然である。日本で唯一のゴシック・ロマンスとの評もある。
基本的な筋は、名探偵が広壮な屋敷内で起こる連続殺人事件に挑む、という探偵小説の定番のものであるが、本作の特徴は晦渋な文体、ルビだらけの特殊な専門用語の多用、そして何より、殺人事件の実行、解決としては非現実かつ饒舌すぎる神秘思想・占星術・異端神学・宗教学・物理学・医学・薬学・紋章学・心理学・犯罪学・暗号学などの夥しい衒学趣味（ペダントリー）であり、それらが主筋を飲み込んでいる感がある。具体的には自動人形、『ウイチグス呪法典』、カバラの暗号、アインシュタインとド・ジッターの無限宇宙論争、図書室を埋め尽くす奇書、倍音を鳴らす鐘鳴器など次々と謎めいた道具立てが登場し、神秘的、抽象的な犯罪と、超論理の推理と捜査が展開される。坂口安吾の「ヴァン=ダインの（悪いところ＝衒学趣味の）模倣」や、小谷野敦の「西洋コンプレックス」と一蹴する意見も見られるが、このエキゾチックな衒学趣味の幻惑が本書の大きな魅力でもあり、いまだ愛読者は絶えず、『虚無への供物』、『匣の中の失楽』その他多くの追随作品、オマージュ作品を生み出している。造語や、捏造、欧米語の発音表記（ルビうちで多用されている）の間違いや、展開上の矛盾、探偵法水の言動の不可解さなども指摘されているが、江戸川乱歩は、「この一作によって世界の探偵小説を打ち切ろうとしたのではないかと思われるほどの凄愴なる気魄がこもっている」と評した。
作者の小栗虫太郎は本書を、本など何もない貧乏長屋住まいのときに書き、自らあのときは悪魔が憑いていたと語っている。いっぽう、九鬼紫郎による1936年のインタビューでは、小栗は「難しいとされている『黒死館殺人事件』、あれは外（）から思うほど苦痛ではなかった。つまり、僕としちゃ、一番書き易い形式だからでしょうね。（中略）書こうと思えば、ああしたものは幾つでも出来るし、割合にやさしいんですよ」と語っている。もっとも松山俊太郎は、これは小栗の単なる強がりにすぎない、としている。

### 題名
題名について、当初、小栗は『降矢木一族吟味顛末』もしくは『鎮魂楽（）殺人事件』を提案したが、『新青年』編集部側が難色を示したため、未発表の習作につけた題名『黒死病（）館事件』を流用して『黒死病館殺人事件』とすることになり、さらに、「死」「病」「殺」が重なるため、「病」を削って『黒死館殺人事件』とした。なお、習作『黒死病館事件』の方は、『紅殻駱駝（）の秘密』と改題の上、1936年に公刊されている。

## あらすじ
神奈川県高座郡の私鉄T線終点近くにある、ボスフォラス以東にただひとつしかないという降矢木家のケルト・ルネサンス式の大城館、かつて黒死病の死者を詰め込んだ城館に似ていると嘲られたのがその名の由来である通称「黒死館」にて、門外不出の弦楽四重奏団のひとり、ダンネベルク夫人が毒殺された。その死体からは不可解な発光現象が確認された。支倉検事は法水麟太郎に出馬を要請する。
降矢木家は、天正遣欧少年使節の千々石ミゲルが、カテリナ・ディ・メディチの隠し子といわれるトスカーナ大公妃ビアンカ・カペルロに生ませた私生児の興した家で、四重奏団の西洋人4人は幼少時、黒死館の創設者、降矢木算哲によって黒死館に連れてこられ、以来一度も黒死館から出たことがなかった。のみならず黒死館では過去に三度も変死事件があり、その最後が算哲の昨年の自殺で、それ以降、館内に不穏な空気が流れ出した。
法水が家人、使用人に対し、得意の衒学を駆使した尋問をしていく中で、算哲が死の直前に四重奏団の西洋人4人を養子入籍し、遺産相続権を与えていたことが分かる。しかし現当主、算哲の息子、旗太郎は、皆それぞれ、算哲の遺言状の中で自分に関することだけは聞かされているが、他言しないのが条件であるから遺言状の内容は言えぬと言い、何故西洋人4人が連れてこられたか、遺産相続者となったかの理由は判然としない。
法水は鐘鳴器の音の違いで今度は、給仕長の川那部易介が殺されていることを見抜く。鐘鳴器の演奏室で失神していた故算哲の秘書紙谷伸子は、気がついたとき自分の名を「降矢木伸子」と書き、一種のヒステリーと診断される。そんな中、算哲犯人（生存）説まで持ち上がったため、法水は、算哲の姪津多子の夫で、算哲の遺言状の管理者である押鐘童吉を巧みに誘導し、算哲の遺言状を公開させるが、それは法水の想像とは異なる意外と平凡なものであった。だが遺言状には、算哲が発表直前に燃やし捨てた一枚があったという。
チェロ奏者のレヴェズは、遺産相続から外された津多子が犯人だと主張するが、法水は、1632年のリュッツェン役に際して、クリヴォフなる暗殺者が、ダンネベルク、セレナ、レヴェズという要人を殺したという記録から、ヴィオラ奏者のクリヴォフが犯人だと推論する。しかし四重奏団の演奏会で、照明が消えた間にクリヴォフが殺され、続いてレヴェズが絞殺死体で見つかる。レヴェズの喉に残っていたのは算哲の指紋だった。しかし、法水が発見した秘密の地下道の行き先は算哲の墓で、そこには一度墓内で蘇生したが、早期埋葬防止装置が機能しなかったため助からなかった算哲の遺骸があった。
そんなとき図書係の久我鎮子の身元が判明する。鎮子から、4人の西洋人がここに連れてこられた真の理由を聞いた法水は、旗太郎を犯人として指摘する。旗太郎はショックで失神し、事件を解決したと思った法水は伸子にプロポーズともとれる言葉をかけるが、翌日その伸子が拳銃で撃たれて死ぬ。伸子の葬儀の日、法水はついに真犯人を指摘する。真犯人の驚くべき動機と正体は、算哲が燃やし捨てたはずの遺言状の一枚が写真乾板に撮られていたため明らかとなる。

## 登場人物
法水麟太郎（のりみず りんたろう）
主人公で非職業的探偵。検事の支倉と捜査局長の熊城と終始、捜査を共にする（このユニットはヴァン＝ダインの創造した探偵ファイロ・ヴァンスと、マーカム地方検事、ヒース部長刑事のトリオを踏襲している）。衒学を駆使した超絶的推理力を発揮するが、自らの衒学的推論に拘泥するところもあり、支倉や熊城をいらだたせることもある。体はあまり丈夫なほうではない。
支倉肝（はぜくら かなめ）
地方裁判所検事。常識人で慎重派だが、法水の衒学にそこそこついていける知識は持っていて、よく法水の衒学趣味に皮肉で応じる。
熊城卓吉（くましろ たくきち）
捜査局長。現実主義で実践派。少々性急なところがある。
乙骨耕安（おとぼね こうあん）
警視庁鑑識医師。50をよほど越えた老人。毒物鑑識にかけては著書も持つ老練。
降矢木算哲（ふりやぎ さんてつ）
故人。降矢木家13代目。医学博士。旧名は鯉吉。欧州で医学を学んで帰朝したが、臨床医でないことはもちろん、著書もなく、かつて「頭蓋畸形者の犯罪素質遺伝説」に反駁し大論争を惹き起こしたくらいが、学界における業績である。
テレーズ・シニョレ
故人。算哲が欧州で娶った愛妻。フランス、ブザンソンの生まれで、黒死館はその地の城館を模して創られたが、日本に来る途中、ラングーンで病死した。その後、テレーズを模した自動人形が黒死館に置かれている。
クロード・ディグスビイ
故人。黒死館の設計・建設者。ウェールズ人。帰国途中、テレーズの死んだラングーンで自殺している。黒死館には、彼がいろいろな暗号や、仕掛けを施しているという。算哲、テレーズとは三角関係にあった。
グレーテ・ダンネベルグ
門外不出の弦楽四重奏団の一人。第一提琴奏者。この四重奏団の4人は、幼少の頃、算哲の手配で、欧州から連れてこられ、黒死館に40年来棲んでいるという。黒死館から外に出ることはなく、一年に一度黒死館で行われる定期演奏会でのみ人前に姿を見せる。4人ともお互いに距離をとっている。
ガリバルダ・セレナ
門外不出の弦楽四重奏団の一人。第二提琴奏者。
オリガ・クリヴォフ
門外不出の弦楽四重奏団の一人。ヴィオラ奏者。
オットカール・レヴェズ
門外不出の弦楽四重奏団の一人。チェロ奏者。カルテット唯一の男性。
降矢木旗太郎（ふりやぎ はたたろう）
黒死館当主。算哲が愛妾岩間富枝に産ませた息子。17歳。美しく大人びているが、落ち着きのない目をしている。
押鐘津多子（おしがね つたこ）
算哲の姪。大正の新劇女優。日本のモード・アダムズと称された。降矢木の血を引くが、遺言状では遺産の分配はされていないという。
押鐘童吉（おしがね どうきち）
津多子の夫。医学博士。東京神恵病院長。算哲の遺言状の管理者、かつ執行者。
紙谷伸子（かみたに のぶこ）
算哲の秘書。年齢は23、4歳。大して美人というほどではないが、丸顔で魅力的な女性。
川那部易介（かわなべ えきすけ）
給仕長。侏儒の傴僂。幼い頃から黒死館で育つ。44歳。
久我鎮子（くが しずこ）
図書掛り。7年前に算哲に雇われる。年齢は50歳を過ぎて2つ3つ。威圧的な容貌と雰囲気の持ち主。非常に博識だが文学は理解しない。
古賀庄十郎（こが しょうじゅうろう）
召使。易介と同年輩。
田郷真斎（たごう しんさい）
執事。著名な中世史家でもある。下半身不随で手動の四輪車に乗って移動している。年齢は70歳手前。
小城魚太郎（こしろ うおたろう）
最近デビューした変わり種の探偵小説家。好んで寺院や病的心理を取り扱う。本人は直接は登場しないが、法水がその著書『近世迷宮事件考察』の内容を説明している。小栗虫太郎自身を投影した存在で、「白蟻」など他作品にも登場する。

## 書誌
- 『黒死館殺人事件』（新潮社、1935年） - 初版。序文は江戸川乱歩と甲賀三郎。
- 『黒死館殺人事件』正・続（高志書房、1947年 - 1948年）
- 『黒死館殺人事件』（早川書房〈ハヤカワ・ポケット・ミステリ〉、1956年、新版刊） ISBN 4-15-000240-1 - 旧字・旧かな、誤植が多い。
- 『探偵小説名作全集 7 小栗虫太郎集』（河出書房、1956年）
- 『日本推理小説大系 5 小栗虫太郎・木々高太郎集』（東都書房、1961年）
- 『黒死館殺人事件』（桃源社、1969年）
- 『現代推理小説大系 3 小栗虫太郎・木々高太郎・久生十蘭』（講談社、1972年）
- 『大衆文学大系 25 横溝正史・海野十三・小栗虫太郎・木々高太郎』（講談社、1973年）
- 『昭和国民文学全集 14 小栗虫太郎・木々高太郎集』（筑摩書房、1974年）
- 『黒死館殺人事件』上・下（講談社〈講談社文庫〉、1976年）
- 『黒死館殺人事件 小栗虫太郎傑作選I』（社会思想社〈現代教養文庫〉、1977年） ISBN 4-390-10886-7 - 松山俊太郎の校訂により語句の誤りが修正されている。
- 『増補新版昭和国民文学全集 19 小栗虫太郎・木々高太郎集』（筑摩書房、1978年）
- 『小栗虫太郎全作品 3 黒死館殺人事件』（桃源社、1979年）
- 『日本探偵小説全集 6 小栗虫太郎集』（東京創元社〈創元推理文庫〉、1987年） ISBN 4-488-40006-X - 初版に基づく校訂。
- 『黒死館殺人事件』（沖積舎、1990年） ISBN 4-8060-2063-X - 初版の復刻。
- 『小栗虫太郎全作品 3 黒死館殺人事件』（沖積舎、1997年） ISBN 4-8060-6552-8 - 1979年桃源社版の復刻。
- 『黒死館殺人事件』（河出書房新社〈河出文庫〉、2008年） ISBN 978-4-309-40905-4
- 『黒死館殺人事件「新青年」版』〈山口雄也／註・校異・解題〉（作品社、2017年） ISBN 978-4-86182-646-7
「新青年」連載版の初単行本化。松野一夫の挿絵も全収録、世田谷文学館所蔵の手稿と、雑誌掲載時の異同も綿密に調査し、2000項目以上の語註も付している。
- 『黒死館殺人事件・完全犯罪』（KADOKAWA〈角川文庫〉、2023年1月） ISBN 978-4-04-113224-1

### 外国語訳
- 林敏生譯《黑死館殺人事件》臺北: 小知堂文化事業有限公司, 2005年. ISBN 957-450-416-6 - 中国語訳。
  - 林敏生译《黑死馆杀人事件》北京: 新星出版社, 2009年. ISBN 978-7-80225-572-2
  - 林敏生譯《日本偵探小說選: 小栗虫太郎 卷二 黑死館殺人事件》新北: 立村文化有限公司, 2013年. ISBN 978-986-6283-80-2

## 漫画版
2010年に「まんがで読破」シリーズ（イースト・プレス）の一冊として漫画化された（ISBN 978-4-7816-0470-1）。ストーリーはほぼ原作に忠実だが、暗号解読の場面などに大幅な省略があり、また、原作では解明されている謎の一部（黒死館における過去の変死事件の真相など）が解明されずに終わっている。